# Stamnodes annellata
Stamnodes annellata là một loài bướm đêm trong họ Geometridae.